# 大學聯合招生辦法
大學聯合招生辦法 （英語：Joint University Programmes Admissions System，縮寫：JUPAS）通稱為大學聯招辦法，簡稱聯招，是香港專上教育的主要派位機制，由陳衍輝博士設計，由「大學聯招辦法」管理委員會管理，並設有「大學聯招處」。大學聯招協助持有香港中學文憑成績的香港學生申請修讀聯招計劃下的大學全日制課程。
因應香港教育制度改革，2011/12學年的申請人是首批以香港中學文憑參加大學聯招，各大學於2013/14學年起以該考試的成績取代過往的香港高級程度會考及香港中學會考作為新的聯招基準。

## 歷史

JUPAS標誌

1990年之前，香港各間高等院校的招生都是各自獨立進行，申請人需要向各間希望入讀的院校分別遞交申請表，然後按照各院校的安排參加面試及入學試；當時香港兩所大學（香港大學和香港中文大學）都各自設立入學考試，分別是香港大學的香港高級程度會考及香港中文大學的香港高等程度會考，由於招生的條件互不兼容，令學生感到混亂和辛苦，於是各院校聯合成立統一的招生安排大學及理工聯合招生辦法（英語：Joint University and Polytechnics Admissions System，縮寫：JUPAS），及後兩間理工學校（香港理工學院及城市理工學院，升格為大學香港理工大學及香港城市大學後才改為現稱）。大學聯招辦法成立後，學生只需通過這個機制，即能同時報讀全香港各間院校的資助學位課程。由於該機制統一採納香港高級程度會考作為參照成績，故香港高等程度會考於1993年起停辦。
聯招計劃開始時共有五間大學及理工教育資助委員會資助的大專院校包括香港大學、香港中文大學、香港浸會學院、香港理工學院及香港城市理工學院，新成立的香港科技大學也於次年參加。及後受教資會資助的院校都加入聯招計劃。香港公開大學於2006年成為首間非教資會資助的院校加入聯招計劃。
通常聯招的第一次取錄結果會在八月的第一個星期三或四（即高考公布成績約一個月後）公佈。過去的慣例通常是會考公布成績前的一週公佈。而近年本港一些大學曾研究過附加一些自己的入學試以取錄考生，但沒有成事。
- 1991年：香港科技大學在同年成立時即加入聯招。
- 1998年：香港教育學院加入聯招。
- 1999年：嶺南大學加入聯招。聯招下的「校長推薦計劃」開始實行。
- 2000年：香港理工大學的資助高級文憑及香港城市大學的資助副學士課程加入聯招計劃，因屬當年的過渡性制度，當年報名者於原來的25個選擇下，可另選五個上述類別的課程，並以兩個個別階段遴選招生，而非單一階段收生。
- 2001年：因應互聯網的發展，於2001年正式提供網上報名的服務。
- 2002年：全面採用網上發布結果，不再於報紙上刊登取錄結果。（往年放榜當日會將考生申請編號及獲取錄課程編號，於《文匯報》[3]、《星島日報》[4]及《明報》[5]刊登，因此有不少考生於前一晚嘗試致電報館查詢。[3]）
- 2003年：設立了「中六生優先取錄辦法」程序予香港中學會考成績優異者直接入讀大學。涉及科目改選的程序，統一於網上進行。
- 2004年：永久廢除書面報名方式及相關程序，所有聯招程序一律以網上進行。
- 2006年：香港中文大學與香港教育學院共同開辦的「英文研究與教育」加入聯招計劃，此為第一個由兩所院校共同頒授的學位課程加入聯招計劃。 [6][7]
政府邀請香港樹仁學院及香港公開大學兩間提供非教資會資助課程的院校加入聯招計劃，但最终只有香港公開大學加入。[8]
- 2009年：香港教育學院開辦首個經聯招申請的高級文憑課程。
- 2012年：新學制下香港中學文憑考試的成績首次成為聯招課程的收生基準。同時，因應新舊學制同時於此年報讀院校課程的差異（新學制加入以學院為單位的「大類收生」），新學制下的學生的學科選擇數將由25減至20個。但在第2階段改選科目時，由過去只可改選科目的次序改為可取代最多5個科目。該年課程編號也由純4位數字，改為JA（舊學制）或JS（新學制）加4位數字以資識別，JS開頭此後沿用。
- 2013年：香港中學文憑取代香港高級程度會考成為唯一收生基準，意味香港高級程度會考成績永久廢除，只持有該成績者將永久無法以聯招報讀任何課程。而持有該成績者只可以以非聯招方式或重新應考香港中學文憑，方可取得報讀大學的最低資格。
- 2015年：政府推行指定專業／界別課程資助計劃，相關課程的學額主要通過聯招申請。

## 參加資格及成績要求
聯招申請人需要符合以下全部的資格才能報名參與大學聯招，不符合聯招申請資格者需要統稱為非聯招方式或內部轉系（如申請人已是學士學位學生）申請入學。非聯招方式包括向大學直接報名等途徑。
1. 申請人現在並非就讀於聯招內的學位課程。
2. 申請人將會在該學年度應考香港中學文憑，或已持有該考試成績。

另外，所有在教育局註冊的中學下就讀的所有學生，無論是否就讀於全日制學校和是否為應屆考生，如欲報讀聯招內課程，只能透過所就讀的中學，以學校考生身分參加聯招計劃，除非該學生並不符合聯招申請資格（例如就讀國際文憑大學預科課程等非香港主流中學課程的學生）。
而各大專院校的基本上都設有取錄的最低條件，大部分情況下，考生需達到以下條件才符合報讀的資格：
- 學位課程：英國語文、中國語文取得3等成績、並於數學（必修部分）取得2等，在2012年至2023年通識教育及另外1科甲類選修科目取得2等成績、2024年起公民與社會發展科取得「達標」及另外2科甲類選修科目取得2等成績（個別院校需要3等成績）
- 副學士及高級文憑課程：英國語文、中國語文取得2等成績、並於任意3科甲類科目（但不一定要包括數學（必修部分）及通識教育）取得2級成績。

（乙類科目的「達標並表現優異」（如為學位課程）/「達標」（如為副學士和高級文憑課程）或丙類科目的E級成績，在個別院校/學系的收生中會等同甲類選修科目的2級或以上的成績。）

### 過往參考成績
在以往香港高級程度會考收生的時期，最低的入學資格則為如下：
- 學位課程：英語運用、中國語文及文化科及另外2科高級程度科目取得E級成績。
- 副學士及高級文憑課程：任意1科高級程度科目取得E級成績。
- （高級補充程度2科及格一般會視同於1科高級程度及格。）

要注意的是，考獲最低入學要求並不等於一定會被院校取錄，單以學位課程計算，2012年就有超過7000人考獲大專院校學位課程的最低資格的香港高級程度會考的學校考生，並未被任何三年制的學位課程取錄。
個別課程除上述的一般最低要求外，院校或學系還可能對個別科目有其他的成績要求（例如需要某一科目達到指定要求），一小部分課程甚至設有公開考試外的特別要求（如需要通過該院校的篩選式面試或技能測試，或需在其他國際考試取得指定成績），報名前應參閱聯招或各院校的網頁了解其要求及小心留意每科選修科是否達到院校學系指定的最低要求。不符合最低要求者不論成績均不獲學系取錄。

### 語文及格要求抹煞人才
為回應商界關注大學生的語文水平下降，尤其是其英語水平，1996年王永平領導的教育統籌科宣布從1998學年開始，大專院校所錄取的本科生，必須高考中化科及英語運用科及格，否則將不資助學生的學費，學生每年20萬港元學費須由院校承擔。受政府資助的大專院校，以往會錄取高考一科語文不及格，但其他科成績優異的學生，例如1997年科大、港大、浸大、嶺南共錄取了377名此類學生。1998年和1999年仍有分別77名及4名語文不及格高考生獲錄取，政府雖允許資助，但要求院校就其語文進度定期提交報告。2000年起，政府徹底執行不資助的政策，大專院校不再錄取高考語文不及格的學生。由於高考英文科每年有超過20%考生不及格，中化科有約10%左右考生不及格並逐年下降，這項政策對英語較弱考生影響較大。
但這項政策曾被院校批評會抹煞人才，令一些數理科目強但語文較弱的學生，失去入大學的機會。教資會曾批評數學科新生高考語文成績差，對院校稱錄取這些學生是因為高考數理科目成績好的說法，毫無根據地反駁指，高考語文成績差的學生，其他科目高考成績也會差，兩者「顯然互為因果」。然而2001年有反例獲傳媒報道：有一名學生1994年高考純數科A級，其他理科也有B級C級，但英文科不及格，幸得到浸大數學系錄取，之後苦學英語，重考高考英文科及格，並以一級榮譽畢業，再入科大修讀博士，獲得尤德爵士研究獎學金，其後獲香港一間著名大學聘用為助理教授。他自言假如當年有語文必須及格的政策，失去入讀浸大的機會，可能會半工讀，但難說是否仍能學有所成，或許只能成為文員。
當年香港學者協會多名成員稱政府有必要重新檢討該政策，建議容許大學彈性收生，可以要求英文不及格學生，在大學第一年重考高考英文科，或補習英文及格才准許畢業。科大數學系副教授郭宇權指，這不是要讓學生以為英文不重要，但確實有學生數理科特別強而英語較弱，政策太死他們就失去機會。城大副校長黃玉山教授說，有些學生是數學天才但語文較弱，政策一刀切就可能造成「滄海遺珠」，建議參考外國大學，公開試不設語文科是否及格，而是量度學生語文水平，各學科可以定出不同要求。浸會大學校長吳清輝也稱，政府和社會僅因大學生語文能力偏低，就認為大學生過多，只是出於對大學生的成見，指出浸大當年所錄取的英文不及格學生，能有學術成就，可是教育政策卻要拒他們於知識門外是不合理。但是政府不接納建議。
一名數學尖子，曾於2008年代表香港出戰國際數學奧林匹克，兩年後更擬出一道題目獲得這項競賽採用，是香港首次有提交題目獲選。但是，即使他的會考及高考數理科成績優異，只因語文科未達要求，只能報讀副學士課程，完成課程後才升上科技大學數學系。他其後留學美國，獲得計算機科學博士。
其後文憑試改革，孫明揚任局長的教育局，更要求大學收生必須在四科核心科達到最低要求「3322」，導致學生都集中應付核心科，忽略選修科，修讀科學及高階數學的學生減少，阻礙培養科研人才。核心科的中文、英文、通識三科均要求較高語文能力，造成「重文輕理」更嚴重。一些數理科成績優異但語文能力較弱學生，因核心科未達標，只好往外地如台灣升學。

### 大學為爭取人才恢復彈性收生
2018年9月，中文大學首先宣布，為吸納「既廣且深STEM能力」考生，自2019年起，將運用教資會容許超收4%學額，取錄在核心科一科失手，但選修三科STEM科目（包括數學科延伸部分）且取得3顆星的學生，入讀理學院及工程學院課程。介紹彈性收生安排的理學院副院長王海嬰教授，正是當年浸大彈性取錄的學生。其後多間大學也宣布採取彈性收生政策，錄取一科核心科失手，但選修科有優秀成績的考生。港大、中大等也更改計分制，為考獲5級以上考生額外加分，爭取在個別科目成績優秀的考生。

### 重複申請及再次申請
聯招申請人不可以在同一申請年度同時向大專院校提交個別申請報讀聯招下提供的課程。否則，如該申請人在報名聯招前已有向個別院校提出申請，聯招報名將有優先權，並會把直接申請的報名（Application）及（如有）取得的錄取資格（Offer）作廢，也不能在同一學年內再向院校提出申請。
這個規定不適用於沒有參與聯招的院校（例如香港樹仁大學）和聯招延伸範圍外所提供的課程（即使該課程由聯招院校直接提供）。就這類課程，申請人可同時提出多個申請。
如申請人現正就讀於聯招內的學位課程，必需要先辦理退學手續才可參加聯招，意味該申請人面臨一定程度風險。但就讀於聯招副學士或高級文憑/聯招以外課程的學生則不受此限，理論上可於收到聯招結果後，才向原就讀課程提出退學以轉入新課程。雖然聯招沒有直接限制，個別院校或會設有其他校規以限制其課程內的學生參加聯招。
就參與聯招的院校詳情，可參閱下列名單。

## 可申請的課程
參加大學聯招辦法的人士可報讀以下課程（除非另有註明，否則均為全日制課程）：
由以下大學教育資助委員會資助院校提供的資助學士學位課程
- 香港大學
- 香港中文大學
- 香港科技大學
- 香港城市大學
- 香港理工大學
- 香港浸會大學
- 嶺南大學
- 香港教育大學

大學教育資助委員會資助的全日制副學位課程
- 香港城市大學的副學士學位課程（2022年終止）
- 香港理工大學的高級文憑課程（2022年終止）
- 香港教育大學的高級文憑課程（目前只有幼兒教育高級文憑課程）

自資全日制學士學位課程
- 香港都會大學

指定專業／界別課程資助計畫（SSSDP）的學士學位課程
- 香港都會大學
- 香港恒生大學
- 聖方濟各大學
- 香港珠海學院
- 東華學院
- 職業訓練局 - 香港高等教育科技學院
- 香港伍倫貢學院（於2021/22年度新增，目前只有營運及管理（榮譽）航空學士）
- 香港樹仁大學（於2021/22年度新增，目前只有金融科技（榮譽）商學士）

需要留意，即使包括開辦SSSDP課程的院校，都不是所有大學或專上院校的學位課程皆可經由大學聯合招生辦法提交申請，即使是已經參與大學聯招的院校，仍有部分學位需經由其他途徑申請，另有多間院校並沒有參與大學聯合招生辦法，需要經由專上課程電子預先報名平台或直接向有關院校遞交報名。

## 課程選擇
文憑試的考生可以選擇20個課程，而以往高考生可以選擇25個課程。課程名單分為5個組別。院校只會獲知考生在各組別所選擇的課程，而不會得到課程在組別內的實際次序。
| 組別 | 次序       | 次序   |
| 組別 | 文憑試考生 | 高考生 |
| ---- | ---------- | ------ |
| A    | 1-3        | 1-3    |
| B    | 4-6        | 4-6    |
| C    | 7-10       | 7-10   |
| D    | 11-15      | 11-14  |
| E    | 16-20      | 15-25  |

考生於5月底限期前，可以更新其課程名單，包括重排課程次序、刪去課程、加入新課程，或以新課程取代舊課程。每次需繳付改選費。由於一些課程需要面試，考生需要將課程排在較高組別，以獲得面試機會。
在文憑試成績公布後，考生可以獲得一次免費改選機會，在獲派的時間段內，重排課程次序、刪去課程、及用最多5個新課程加入或取代舊課程。以往高考生在高考成績公布後，則只可以重排課程次序或刪去課程，不得用新課程加入或取代舊課程。
為協助考生選擇課程，大學聯招處在1996年至2003年，會公布各課程在正式遴選所錄取的申請者，按課程的評核次序排在中位數及下四分位數者的高考及會考成績；2004年起則公布由院校提供的獲錄取者成績資料。往年收生成績只作參考，考生達到某課程的往年收生成績，不代表當年能申請成功：一個顯著例子是中文大學的數學課程，其收生中位數的除中英文科外高考科目，1998年為1D2E，2003年升至4A。

## 遴選程序
各院校的各個課程會評核申請者並排序。大部分課程按申請者的公開試成績評核（包括會考、高考、文憑試），有些課程會考慮申請者面試表現及課外活動等。大學聯招的電腦系統其後將課程評核排序，及考生的課程名單的先後次序作出比對，給予在其課程名單中最高次序而獲錄取的課程的錄取資格。
大學聯招遴選分為三個階段：正式遴選（Main Round）、補選（Clearing Round） 和第二輪補選（Subsequent Round）。正式遴選結果公布，常稱為「聯招放榜」。沒有在此階段獲得錄取的考生，會進入補選階段，被其課程名單中有剩餘學額的課程考慮。在這兩階段未獲錄取的考生，會進入第二輪補選，院校會根據考生資格，考慮是否錄取至任何尚有學額的課程，不管是否在考生的課程名單之中。考生在此階段可能獲得多於一個錄取資格，但只能接受其中一個。
在正式遴選或補選獲錄取資格的考生，都需繳交留位費及完成註冊以接納錄取；未完成者視作放棄論，同年不會再被院校錄取至任何聯招課程。在第二輪補選不接納錄取的考生，仍可能在其後被院校錄取至仍有學額的課程。第二輪補選自2023年起取消，改由院校直接錄取考生，考生不須再向院校申請。
由於考評局公布覆核成績結果的日期，是於正式遴選之後，如果考生向考評局申請覆核而獲得提升成績，可以向聯招處申請重新考慮，不論是否在正式遴選獲得錄取資格，及是否已完成註冊。考生可以再更改其課程名單，一如公開試放榜之後的免費改選，但是如果在正式遴選獲得課程錄取，則不得刪除該課程，也不得將其排於首位。考生會被課程名單上排於正式遴選獲錄取課程之前的課程考慮。如果考生在某課程的評核結果，高於該課程在正式遴選所錄取的末位申請者，就可以獲得錄取，不管該課程是否額滿。考生若獲得一個更佳的錄取資格，則原來的錄取資格會被撤回，考生可以向原院校申請退款。

## 中六優先取錄計劃
香港中文大學最先由1984年起推出「暫取生」計劃，有條件錄取香港中學會考成績優異之中六學生，他們在一年中六後，只需成績達標（一年制預科學生在香港高等程度會考達最低入學要求，兩年制預科學生經大學考核通過後）便可入學。但此計劃在1990年代初中文大學被港英政府強迫轉為三年制後終止。其後一直到2000年會考生，都需要在兩年預科後應考高級程度會考，才能申請香港的大學。由於會考尖子受海外名大學青睞，完成中六後即往海外升學，導致尖子流失，大學教育資助委員會於2002年至2010年香港中學會考期間，設立中六優先取錄計劃（俗稱「拔尖計劃」）同樣取錄一些在會考成績優異的中五學生，令他們完成中六後便可直升香港大學、香港中文大學及香港科技大學的學位課程，而無需參與香港高級程度會考，但考評局容許該等學生以自修生身分於中六時參與高考。
2002年1月起，除香港城市大學外，六間大學及香港教育學院陸續宣布推出中六拔尖計劃，各自制定收生標準。因此該年有些獲錄取的中六生，成績不符合其後各年的要求。該年共錄取240名中六生。
2003年開始，按教資會要求，參與計劃的考生需符合以下全部條件：
- 該考生為首次應考考生，並報考6科或以上的科目
- 英國語文科取得課程乙C級、課程甲A級、或新課程第4等級或以上
- 中國語文科取得傳統課程C級、或新課程第4等級、或法文科/普通話科'C'級或以上
- 任何六科會考（可包括語文科）取得A級或5*等級（英文科課程甲A級除外）

自2003年至2011年，都只有三間大學參與此計劃。
在每年1月，合資格的申請人可以在每間參與大學初選最多3個課程，並參與該等院校所設立面試。申請人獲院後通知其面試結果後，最終選擇5個課程，可以選新課程，但名單中每間大學最多3個課程。選擇課程名單分為兩個組別：第1至2個為組別A，第3至5個為組別B；院校只知道課程所在組別，不知道實際次序。申請結果一般會在聯招主要派位程序公佈前向該等學生公佈。另外，為避免個別課程招收過多優先取錄計劃的學生，個別的課程或會設有收生人數的上限，一般不多於課程核准學額的三分之一。
2012年，三三四學制推行後，主要供中五學生報考的最後一屆香港中學會考完成後，由設於中六的香港中學文憑取代，優先取錄自此結束。

## 辦事處
大學聯招辦事處位於香港大學鈕魯詩樓內，辦事處主要負責聯招的各項文書、資料整理及核實工作，遴選合資格學生的程序主要由各院校的學系進行。

## 統計數據
| 1996年至2012年高考生聯招首輪結果統計 | 1996年至2012年高考生聯招首輪結果統計 | 1996年至2012年高考生聯招首輪結果統計 | 1996年至2012年高考生聯招首輪結果統計      | 1996年至2012年高考生聯招首輪結果統計    |
| 入學年份                             | 申請人數                             | 獲錄取人數 （佔申請人數比）          | 獲學士學位課程錄取人數 （佔獲錄取人數比） | 獲副學位課程錄取人數 （佔獲錄取人數比） |
| ------------------------------------ | ------------------------------------ | ------------------------------------ | ----------------------------------------- | --------------------------------------- |
| 1996                                 | 28,610                               | 13,050 (45.61%)                      | 13,050 (100%)                             | －                                      |
| 1997                                 | 29,249                               | 13,122 (44.86%)                      | 13,122 (100%)                             | －                                      |
| 1998                                 | 30,202                               | 12,903 (42.72%)                      | 12,903 (100%)                             | －                                      |
| 1999                                 | 32,128                               | 13,023 (40.53%)                      | 13,023 (100%)                             | －                                      |
| 2000                                 | 33,934                               | 15,927 (46.94%)                      | 13,092 (82.20%)                           | 2,835 (17.80%)                          |
| 2001                                 | 34,659                               | 16,994 (49.03%)                      | 13,194 (77.64%)                           | 3,800 (22.36%)                          |
| 2002                                 | 35,136                               | 17,885 (50.90%)                      | 12,894 (72.09%)                           | 4,991 (27.91%)                          |
| 2003                                 | 34,481                               | 18,011 (52.23%)                      | 12,273 (68.14%)                           | 5,738 (31.86%)                          |
| 2004                                 | 33,826                               | 17,075 (50.48%)                      | 11,748 (68.80%)                           | 5,327 (31.20%)                          |
| 2005                                 | 31,821                               | 16,590 (52.13%)                      | 11,469 (69.13%)                           | 5,121 (30.87%)                          |
| 2006                                 | 32,685                               | 14,769 (45.19%)                      | 11,294 (76.47%)                           | 3,475 (23.53%)                          |
| 2007                                 | 34,156                               | 16,070 (47.05%)                      | 11,525 (71.72%)                           | 4,545 (28.28%)                          |
| 2008                                 | 35,298                               | 17,068 (48.35%)                      | 11,979 (70.18%)                           | 5,089 (29.82%)                          |
| 2009                                 | 35,318                               | 17,613 (49.87%)                      | 12,038 (68.35%)                           | 5,575 (31.65%)                          |
| 2010                                 | 36,249                               | 18,731 (51.67%)                      | 12,244 (65.37%)                           | 6,487 (34.63%)                          |
| 2011                                 | 37,884                               | 19,210 (50.67%)                      | 12,417 (64.64%)                           | 6,793 (35.37%)                          |
| 2012                                 | 36,127                               | 14,745 (40.81%)                      | 12,289 (83.34%)                           | 2,456 (16.66%)                          |

| 2012年至2023年文憑試考生聯招首輪結果統計 | 2012年至2023年文憑試考生聯招首輪結果統計 | 2012年至2023年文憑試考生聯招首輪結果統計 | 2012年至2023年文憑試考生聯招首輪結果統計  | 2012年至2023年文憑試考生聯招首輪結果統計 |
| 入學年份                                 | 申請人數                                 | 獲錄取人數 （佔申請人數比）              | 獲學士學位課程錄取人數 （佔獲錄取人數比） | 獲副學位課程錄取人數 （佔獲錄取人數比）  |
| ---------------------------------------- | ---------------------------------------- | ---------------------------------------- | ----------------------------------------- | ---------------------------------------- |
| 2012                                     | 64,442                                   | 16,619 (25.79%)                          | 14,848 (89.34%)                           | 1,771 (10.66%)                           |
| 2013                                     | 69,397                                   | 18,239 (26.28%)                          | 14,746 (80.85%)                           | 3,493 (19.15%)                           |
| 2014                                     | 63,915                                   | 19,657 (30.75%)                          | 16,083 (81.82%)                           | 3,574 (18.18%)                           |
| 2015                                     | 58,923                                   | 21,297 (36.14%)                          | 17,609 (82.68%)                           | 3,688 (17.32%)                           |
| 2016                                     | 53,781                                   | 22,164 (41.21%)                          | 18,234 (82.27%)                           | 3,930 (17.73%)                           |
| 2017                                     | 48,502                                   | 21,165 (43.64%)                          | 17,675 (83.51%)                           | 3,490 (16.49%)                           |
| 2018                                     | 46,703                                   | 20,119 (43.08%)                          | 16,538 (82.20%)                           | 3,581 (17.80%)                           |
| 2019                                     | 44,413                                   | 20,208 (45.50%)                          | 15,971 (79.03%)                           | 4,237 (20.97%)                           |
| 2020                                     | 41,664                                   | 19,995 (48.00%)                          | 15,642 (78.23%)                           | 4,353 (21.77%)                           |
| 2021                                     | 40,658                                   | 20,035 (49.28%)                          | 15,492 (77.32%)                           | 4,543 (22.68%)                           |
| 2022                                     | 39,523                                   | 15,857 (40.12%)                          | 15,456 (97.47%)                           | 401 (2.53%)                              |
| 2023                                     | 39,948                                   | 16,149 (40.43%)                          | 15,757 (97.57%)                           | 392 (2.43%)                              |

副學位課程包括副學士學位及高級文憑課程。1996年至1999年大學聯招並無提供副學位課程。2022年起，大學聯招所提供的副學位課程，只有香港教育大學的一個高級文憑課程。
| 2003年至2011年中六生優先錄取計劃統計 | 2003年至2011年中六生優先錄取計劃統計 | 2003年至2011年中六生優先錄取計劃統計 | 2003年至2011年中六生優先錄取計劃統計 | 2003年至2011年中六生優先錄取計劃統計 | 2003年至2011年中六生優先錄取計劃統計 |
| 入學年份                             | 申請人數                             | 獲錄取人數 （佔申請人數比）          | 香港大學 （佔獲錄取人數比）          | 香港中文大學 （佔獲錄取人數比）      | 香港科技大學 （佔獲錄取人數比）      |
| ------------------------------------ | ------------------------------------ | ------------------------------------ | ------------------------------------ | ------------------------------------ | ------------------------------------ |
| 2003                                 | 435                                  | 432 (99.3%)                          | 231 (53.5%)                          | 167 (38.7%)                          | 34 (7.9%)                            |
| 2004                                 | 450                                  | 449 (99.8%)                          | 202 (45.0%)                          | 194 (43.2%)                          | 53 (11.8%)                           |
| 2005                                 | 421                                  | 418 (99.3%)                          | 190 (45.5%)                          | 192 (45.9%)                          | 36 (8.6%)                            |
| 2006                                 | 422                                  | 418 (99.1%)                          | 191 (45.7%)                          | 190 (45.5%)                          | 37 (8.9%)                            |
| 2007                                 | 407                                  | 404 (99.3%)                          | 174 (43.1%)                          | 189 (46.8%)                          | 41 (10.1%)                           |
| 2008                                 | 423                                  | 420 (99.3%)                          | 170 (40.5%)                          | 206 (49.0%)                          | 44 (10.5%)                           |
| 2009                                 | 424                                  | 423 (99.8%)                          | 226 (53.4%)                          | 173 (40.9%)                          | 24 (5.7%)                            |
| 2010                                 | 430                                  | 427 (99.3%)                          | 214 (50.1%)                          | 188 (44.0%)                          | 25 (5.9%)                            |
| 2011                                 | 484                                  | 477 (98.6%)                          | 235 (49.3%)                          | 207 (43.4%)                          | 35 (7.3%)                            |

## 外部連結
- 大學聯合招生辦法 （页面存档备份，存于）